# 피에를루이지 콜리나
피에를루이지 콜리나(Pierluigi Collina, 1960년 2월 13일~)는 2005년에 은퇴한 이탈리아의 전 축구 심판으로, IFFHS에서 공식적으로 지난 25년 동안 최고의 심판으로 발표한 바 있다.
그는 1984년에 볼로냐 대학교 경제학과를 졸업했으며 1988년에 세리에 C2와 세리에 C1 심판으로 데뷔했다. 이후 1991년에 세리에 B와 세리에 A 심판으로 활동했으며 1995년에 국제 축구 연맹으로부터 국제 심판 자격을 취득했다.
그는 1998년 FIFA 월드컵에서 프랑스와 덴마크, 네덜란드와 벨기에의 조별 예선 두 경기에서 주심을 맡았으며 UEFA 챔피언스리그 1998-99에서 맨체스터 유나이티드와 바이에른 뮌헨의 결승전 경기의 주심을 맡았다.
그는 2002년 FIFA 월드컵에서 아르헨티나와 잉글랜드의 조별 예선 경기, 일본과 터키의 16강전 경기, 독일과 브라질의 결승전 경기의 주심을 맡았으며 UEFA 유로 2004에서 포르투갈과 그리스의 개막전 경기, 크로아티아와 잉글랜드의 조별 예선 경기, 그리스와 체코의 준결승전 경기의 주심을 맡았다. 또한 그는 세리에 A 올해의 축구 심판상을 일곱 번(1997년, 1998년, 2000년, 2002년, 2003년, 2004년, 2005년)이나 수상하였다. 이후 UEFA 심판위원장을 역임하였고, 2017년부터는 FIFA 심판위원장으로 활동하는 중이다.
다만 2002년 FIFA 월드컵에서 아르헨티나와 잉글랜드의 조별 예선 경기에서 마이클 오언의 시뮬레이팅에 속아 패널티킥을 판정한 것은 그의 심판 인생 최대의 오점으로 남아 있으며 이로 인해 당시 가장 강력한 우승후보 아르헨티나가 탈락했다.

## 주요 활동 경력
- 1996년 하계 올림픽 축구: 스페인과 사우디아라비아, 나이지리아와 일본의 조별 예선 두 경기, 포르투갈과 프랑스의 8강전 경기, 나이지리아와 아르헨티나의 결승전 경기
- 1998년 FIFA 월드컵: 프랑스와 덴마크, 네덜란드와 벨기에의 조별 예선 두 경기
- UEFA 챔피언스리그 1998-99: 맨체스터 유나이티드와 바이에른 뮌헨의 결승전 경기
- 2002년 FIFA 월드컵: 아르헨티나와 잉글랜드의 조별 예선 경기, 일본과 터키의 16강전 경기, 독일과 브라질의 결승전 경기
- UEFA컵 2003-04: 발렌시아 CF와 올랭피크 드 마르세유의 결승전 경기
- UEFA 유로 2004: 포르투갈과 그리스의 개막전 경기, 크로아티아와 잉글랜드의 조별 예선 경기, 그리스와 체코의 준결승전 경기